# Olga Leonidowna Rossolimo
Olga Leonidowna Rossolimo (russisch Ольга Леонидовна Россолимо; * 17. September 1928 in Moskau; † 1. April 2015 in Dartmouth, Halifax County, Nova Scotia, Kanada) war eine sowjetische und russische Mammalogin und Museumsdirektorin. 

## Leben
Rossolimos Vater Leonid Leonidowitsch Rossolimo (1894–1977) war während des Zweiten Weltkriegs Professor für Hydrobiologie sowie Dekan der biologischen Fakultät der Lomonossow-Universität Moskau. Von 1923 bis 1941 war er Leiter der Biologischen Station Kossinski. 1952 schloss sie das Studium der Wirbeltierzoologie an der Fakultät für Biologie und Bodenkunde der Lomonossow-Universität Moskau ab, das sie 1949 begonnen hatte. 1957 promovierte sie zur Kandidatin der Wissenschaften mit der Prüfschrift Возрастная изменчивость черепа и жевательной мускулатуры у нутрии Myopotamus coypus Molina (к вопросу о возрастной изменчивости млекопитающих) über die altersbedingte Variation der Schädel- und Kaumuskulatur bei der Nutria. Ab 1959 leitete sie die Säugetierabteilung des Zoologischen Museums der Moskauer Staatsuniversität.
Von 1970 bis 2009 war sie Direktorin des Zoologischen Museums der Staatlichen Universität Moskau. Während ihrer Amtszeit erhielt das Museum den offiziellen Status einer Forschungseinrichtung der Universität und Rossolimo wurde zum Mitglied der Russischen Akademie der Naturwissenschaften gewählt. 2009 ging sie in den Ruhestand und folgte ihrer Tochter sowie ihren beiden Enkelkindern nach Kanada.
Im Jahr 1984 verteidigte sie ihre Doktorarbeit zum Thema Vergleichende Analyse der geographischen Variabilität bei Säugetieren. Sie war Forschungsleiterin im Bereich der taxonomischen und biologischen Artenvielfalt. Ihre Bibliographie umfasst mehr als 150 Veröffentlichungen, darunter 10 Monographien und zwei populärwissenschaftliche Bücher. Unter ihrer Redaktionsleitung wurden 21 Bände der Proceedings of the Zoological Museum of Moscow State University, sechs Ausgaben der Reihe Зоологические исследования (Zoologicheskie Issledovania) sowie mehrere Monographien veröffentlicht.
1976 veröffentlichte sie die wissenschaftliche Erstbeschreibung zum Persischen Mausschläfer (Myomimus setzeri). 1990 erschien das Buch Песчанки мировой фауны (Gerbils of the World).